# Mistrzostwa Europy w Lekkoatletyce 1950 – pchnięcie kulą mężczyzn
Pchnięcie kulą mężczyzn było jedną z konkurencji rozgrywanych podczas IV Mistrzostw Europy w Brukseli. Kwalifikacje i finał zostały rozegrane 25 sierpnia 1950. Zwycięzcą został obrońca tytułu mistrzowskiego Islandczyk Gunnar Huseby. W rywalizacji wzięło udział trzynastu zawodników z jedenastu reprezentacji.

## Rekordy
| Rekord świata     | James Fuchs (USA)      | 17,95 | Eskilstuna, Szwecja | 20.08.1950 |
| Rekord Europy     | Heino Lipp (SUN)       | 16,93 | Moskwa, ZSRR        | 06.08.1950 |
| Rekord mistrzostw | Aleksander Kreek (EST) | 15,83 | Paryż, Francja      | 04.09.1938 |

## Wyniki

### Kwalifikacje
| Miejsce | Zawodnik                | Wynik | Uwagi |
| ------- | ----------------------- | ----- | ----- |
| 1       | Gunnar Huseby           | 16,29 | Q CR  |
| 2       | John Savidge            | 15,54 | Q     |
| 3       | Oto Grigalka            | 15,45 | Q     |
| 4       | Vladimír Jirout         | 15,23 | Q     |
| 5       | Petar Šarčević          | 15,18 | Q     |
| 6       | Angiolo Profeti         | 14,96 | Q     |
| 7       | Willy Senn              | 14,79 | Q     |
| 8       | Gösta Arvidsson         | 14,57 | Q     |
| 9       | John Giles              | 14,52 | Q     |
| 10      | Konstantinos Giataganas | 14,49 |       |
| 11      | Roger Verhaes           | 14,37 |       |
| 12      | Willy Wuyts             | 13,28 |       |
| 13      | Jean Darot              | 13,12 |       |

### Finał
| Miejsce | Zawodnik        | Wynik | Uwagi |
| ------- | --------------- | ----- | ----- |
| 1       | Gunnar Huseby   | 16,74 | CR    |
| 2       | Angiolo Profeti | 15,16 |       |
| 3       | Oto Grigalka    | 15,14 |       |
| 4       | Willy Senn      | 14,95 |       |
| 5       | Petar Šarčević  | 14,90 |       |
| 6       | Vladimír Jirout | 14,89 |       |
| 7       | John Savidge    | 14,69 |       |
| 8       | John Giles      | 14,29 |       |
| 9       | Gösta Arvidsson | 14,17 |       |